# Lexie Grey
Pour les articles homonymes, voir Lexie (homonymie).
Alexandra « Lexie » Caroline Grey est un personnage fictif de la série américaine Grey's Anatomy. Le rôle de Lexie Grey est tenu par Chyler Leigh.

## Épisodes notables
Ces épisodes sont centrés sur Lexie ou sont par ailleurs très instructifs sur sa vie :
- Le Vent du changement (4x01)
- L’Heureux Élu ? (5x10)
- Le Choix de Sophie (7x14)
- Besoin d'amour (8x14)
- Moment de vérité (8x22)
- Le vent tourne (8x24)

## Histoire du personnage
Le personnage de Lexie Grey apparaît dans 114 épisodes de l'univers de Grey's Anatomy : 113 fois dans la série mère et une fois dans Private Practice.
Une de ses apparitions dans la série mère est une ancienne scène (inédite) modifiée et intégrée dans une scène d'un épisode de la saison 15, l'actrice n'étant même pas créditée.
C'est un personnage récurrent à partir de la saison 4 dans Grey's Anatomy.
Lexie Grey est née à Seattle dans l'État de Washington.
Elle est la fille de Thatcher et Susan Grey. Après la mort de sa mère (Saison 3, épisode 23), à la suite d'un hoquet, son père devient alcoolique et c’est très dur à vivre pour elle qui tente de l'aider mais en vain. Celui-ci devient incontrôlable, causant beaucoup de soucis à Lexie, notamment lorsque celui-ci vient saoul à l'hôpital et que Lexie veut le cacher à Meredith, ayant honte de son père.
Elle a une sœur, Molly, 22 ans, qui est mariée à un militaire nommé Eric Thomson. Ils ont une fille, Laura (née dans l'Épisode 10 saison 3).
Lexie a aussi une demi-sœur Meredith Grey, plus âgée qu'elle, mais elle ne la fréquente pas et ne la connait pas avant son travail au Seattle Grace.
Elle est l'interne de Cristina Yang, et, dès son début, elle cherche à créer des liens avec Meredith, mais celle-ci l'ignore. Pourtant, c'est une personne très sociable, qui sait être une très bonne amie (par exemple avec George O'Malley) qu'elle écoute et soutient en tout instant.
Pendant l'épisode 11x4, on apprend qu'elle est allergique aux œufs.
Lexie est une jeune femme un peu naïve et maladroite, mais toujours très souriante et agréable. Elle a une mémoire photographique, ce qui lui vaut le surnom de lexieclopédie (« Lexipedia » en version originale).
Elle meurt dans le dernier épisode de la saison 8 à la suite d'un crash aérien. Dans son agonie, Mark Sloan lui dit qu'il l'aime aussi et essaie de la garder en vie en leur racontant leur futur à deux, mais Lexie meurt sous les décombres de l'avion, main dans la main avec Mark, dans un calme apparent, sachant que Mark l'aime.

### Saison 3
Lexie apparaît pour la première fois dans le bar de Joe où elle propose à Derek de boire un verre avec elle car elle vient d'assister à l'enterrement de sa mère. Derek refuse. On retrouve le même scénario que lors de la rencontre de Derek avec Meredith lors de la première saison, comme un clin d'œil entre les deux sœurs Grey. Plus tard, après avoir visité le Seattle Grace, elle fait la connaissance de George O'Malley où elle lui demande s'il a des conseils à lui donner. George lui dit de ne pas échouer à l'appendicectomie et finit par comprendre qu'elle a un lien familial avec Meredith Grey.

### Saison 4
On découvre Lexie dès le premier épisode de la saison 4, elle sympathise très vite avec George qui a redoublé son internat, il est le premier à savoir qu'elle est la première petite demi-sœur de Meredith, elle se présente à elle et tente de la connaître mais Meredith se révèle froide avec elle, ne souhaitant pas entamer une relation avec une fille qui représente la vie qu'elle aurait pu avoir si son père ne l'avait pas abandonnée, Lexie souffre de cette situation et en veut à sa demi-sœur pour son manque d'amour. Très vite, elle devient la confidente de George et le met en valeur devant les autres internes en montrant ses exploits de médecin sans qu'ils sachent qu'il a redoublé son année internat. Elle vit également de manière un peu difficile ses premiers pas en tant qu'interne, sous la gouverne de la tyrannique Cristina et de la dureté des résidents et des titulaires, elle est néanmoins décrite comme talentueuse et prometteuse.
Rapidement, elle développe un flirt avec Alex Karev, bien que celui-ci ne cherche rien de sérieux à part du sexe, elle s'attache néanmoins à lui et se heurte à Meredith qui ne veut pas qu'Alex fréquente Lexie, elle  se révolte contre sa sœur et continue de voir Alex. Elle est furieuse dans l'épisode 9 d'apprendre qu'il fréquente Rebecca, une ancienne patiente à qui il a découvert un amour secret mais celui-ci lui rétorque qu'il n'a jamais rien promis à Lexie et que leurs relation n'étaient pas censée aller plus loin que du sexe.
Après avoir quitté la maison de Meredith, George emménage avec Lexie, pour embellir leurs appartements peu luxueux, Lexie vole des meubles de l’hôpital et  leur  appartement prend forme. Sa relation avec Meredith commence aussi à s'améliorer, Meredith accepte de laisser une place à Lexie dans sa vie. À la fin de la saison, Lexie découvre que George a raté son examen d'un seul point en fouillant les dossiers du chef, ce qui permettra à George d'obtenir l'autorisation du chef pour repasser son examen d'interne, fou de joie, il embrasse Lexie qui est troublée, on comprend qu'elle est amoureuse de George.

### Saison 5
Lexie tente par tous les moyens de faire comprendre à George qu'elle est amoureuse de lui mais celui-ci reste aveugle. Elle devient vite taquinée par Mark Sloan, qui se moque de son béguin. Lexie félicite George après que celui-ci a réussi son examen. Il devient résident mais elle est offusquée lorsqu'elle se rend compte que George ne l'a pas demandée dans son équipe et elle ne peut que constater son indifférence. Furieuse, elle lui dit ses 4 vérités et commence à l'ignorer. George comprendra grâce aux autres internes qu'elle est amoureuse de lui. Elle décide finalement de pardonner à George et de laisser ses sentiments de côté.
Par la suite, Lexie commence à pratiquer des « petites » opérations secrètes avec les autres internes dans le but de s'entraîner. Reprochant aux résidents de ne pas assez s'impliquer dans leurs apprentissages, elle organise une opération secrète et dangereuse avec d'autres internes pour une appendicectomie  sur la nouvelle venue, Sadie, l'ancienne meilleure amie de Meredith. Celle-ci manque de mourir et la vérité sur ces opérations éclate. Cela conduit à une suspension générale de tous les internes (y compris Lexie) et de Cristina. En effet, étant responsable de la moitié des internes, elle les avait simplement avertis des conséquences que pouvaient avoir ces pratiques. Elle commence petit à petit à oublier George et est attirée par Mark, lui-même attiré par « Mini Grey ». Impressionnée par ses techniques de chirurgie plastique, elle se rend chez lui et se déshabille en lui demandant de « lui apprendre » (épisode 10). Ils finissent par passer la nuit ensemble. Mark souhaite s'éloigner de Lexie à cause de l'avertissement de Derek mais il finit par céder à la tentation et les deux couchent ensemble secrètement. Dans l'épisode 13, elle lui provoque accidentellement une fracture du pénis ce qui manque de faire découvrir leur relation. Dans l'épisode 16, elle demande à Mark de dire la vérité à Derek, et en attendant, pas de sexe. Il finira par avouer à Derek qu'il couche avec Lexie ce qui provoquera une bagarre et les deux hommes seront grandement en froid. Lexie, perturbée par leur dispute, cherche à provoquer une réconciliation. Elle est aidée par Meredith, ce qui les rendra plus complices. Dans l'épisode 21, le père de Meredith et Lexie, Thatcher, revient pour annoncer à ses filles qu'il est désormais sobre. Lexie lui pardonne mais pas Meredith. Mark rencontre le père de Lexie lors d'un dîner comme lui avait demandé celle-ci.
Sa relation avec Mark devient de plus en plus sérieuse. À la fin de la saison il lui demande d'emménager avec lui mais elle est réticente.

### Saison 6
Elle est effondrée par la mort de George. Quelques semaines plus tard, très amoureuse de Mark, elle accepte d'emménager avec lui car elle se sent prête.
Plus tard, elle apprend que Mark a une fille qui s'appelle Sloane. Sloane est enceinte et Mark lui propose de s'installer dans son appartement sans en parler à Lexie, mais elle ne se sent pas prête à s'occuper d'un enfant et elle décide de rompre avec Mark. Son choix est confirmé par le fait que, à la suite d'une demande de Lexie, Mark choisisse sa fille plutôt qu'elle-même.
Le jour de la Saint-Valentin, elle entame une relation avec Alex et ils sont en couple.
Dans le final de la saison 6, elle fait une déclaration d'amour à Alex qui s'est pris une balle par le tueur fou. Mark entend cette déclaration. Mais Alex appelle Izzie. Lexie est donc mal à l'aise, mais fait tout son possible pour aider Mark à garder Alex en vie, prenant notamment des risques lors de la fusillade. Elle va chercher un plateau de nécessaire aux soins d'Alex, et se retrouve nez à nez avec le tueur fou dans un des couloirs, et échappe à la mort grâce à un sniper qui distrait le tueur en lui tirant une balle non mortelle.

### Saison 7
Lexie est traumatisée par la fusillade. Lorsqu'elle se dispute avec April, Lexie réalise que l'homme qu'elle aime sincèrement et follement est Mark. Elle tente de le reconquérir mais elle le surprend en train d'embrasser la sœur de Derek, Amélia.
Plus tard, Mark tente de reconquérir Lexie en l'invitant dans un bar et ils finissent par s'embrasser passionnément. Mais leur relation est de courte durée car Lexie apprend que Callie est enceinte de Mark à la suite d'une soirée arrosée.
Elle est ensuite en couple avec Jackson. Pendant l'épisode musical, elle console Mark.
Dans le final de la saison 7, elle supplie Mark d'arrêter de la surveiller car Mark est toujours amoureux d'elle. Malgré tout, elle avoue qu'elle aime toujours Mark, mais qu'elle veut essayer avec Jackson.

### Saison 8
Lexie est toujours avec Jackson mais leur couple est en danger car Lexie s'en prend à la nouvelle copine de Mark en lui envoyant une balle de baseball dans la poitrine. Jackson comprend alors qu'elle est toujours amoureuse de Mark et décide de la quitter.
À la Saint-Valentin, elle tente de le reconquérir lorsqu'elle se rend dans son appartement avec Zola, dont elle doit s'occuper pendant l'absence de Meredith et Derek mais Jackson est devenu son colocataire depuis quelque temps.
Plus tard, elle tente d'avouer à Mark (qui lui a dit qu'elle lui manquait) qu'elle l'aime toujours mais Mark lui coupe la parole en lui disant qu'elle devrait essayer de se remettre en couple avec Jackson. À la suite de cette conversation, Lexie se confie à Derek en lui disant que Mark lui manque beaucoup et qu'elle est follement amoureuse de lui. Elle souffre et s'effondre en larmes.
Elle réussit cependant à dire à Mark qu'elle l'aime et lui fait une déclaration d'amour touchante. Mais Mark ne dit rien car sa copine arrive.
Dans le final de la saison 8, elle est victime d'un crash d'avion et est gravement blessée car elle est coincée sous les décombres. Mark finit par lui dire qu'il l'aime et qu'il l'a toujours aimée. Lexie est émue. Mark lui dit aussi qu'elle est la femme de sa vie, qu'il veut se marier avec elle et avoir des enfants avec elle. Il avoue qu'il sera incapable de l'oublier car elle est la seule femme qui ait compté pour lui. À la suite de cette déclaration, Lexie décède, comme apaisée, et Mark s'effondre en larmes. Meredith est totalement détruite, puis l’embrasse avant un dernier souffle.

### À partir de la Saison 9
À partir de la saison 9, Lexie apparaît dans la série grâce à des flashbacks ou bien quand son nom est cité, cela lui permet en quelque sorte d'être encore dans la série. On apprend à la vue de son sac mortuaire et par Cristina que le corps de Lexie a été démembré par des loups après son décès sous l'épave de l'avion.

### Saison 10
Shonda Rhimes a annoncé le retour de Lexie dans un des premiers épisodes de la saison. Finalement, elle ne fera pas d'apparition comme prévu.

### Saison 15
Dans la saison 15, le fantôme de Lexie apparaît aux côtés des fantômes de Mark, Derek, George et Ellis alors qu'ils voient Meredith quitter l'hôpital après avoir soigné un patient dont la famille célèbre le jour des morts. La fête des morts (15x06)

### Saison 17
Dans la saison 17 le personnage de Lexie Grey effectue son grand retour au travers du rêve de Meredith alors que celle-ci est inconsciente et atteinte du Covid-19 (17x10). Son retour intervient 9 ans après son départ de la série.